# PSR J0337+1715
PSR J0337+1715 – pulsar milisekundowy, pierwszy odkryty pulsar w układzie potrójnym z dwiema gwiazdami. Poza pulsarem układ zawiera dwa białe karły. Odkryty w roku 2013 za pomocą radioteleskopu Green Bank w programie poszukiwania pulsarów.

## Parametry układu
Wszystkie parametry zmierzone i wyliczone przez odkrywców.
| częstotliwość pulsara                   | 365,953363096(11) Hz |
| okres pulsara                           | 2,73258863244(9) ms  |
| masa pulsara                            | 1,4378(13) M☉        |
| masa wewnętrznego białego karła         | 0,19751(15) M☉       |
| okres obiegu wewnętrznego białego karła | 1,629401788(5) dni   |
| mimośród orbity wewnętrznej             | 6,9178(2) ×10−4      |
| masa zewnętrznego białego karła         | 0,4101(3) M☉         |
| okres obiegu zewnętrznego białego karła | 327,257541(7) dni    |
| mimośród orbity zewnętrznej             | 3,53561955(17) ×10−2 |

Na uwagę zasługuje fakt, że obie orbity są z dobrą dokładnością kołowe i leżą w jednej płaszczyźnie (kąt pomiędzy płaszczyznami orbit wynosi 0,01°).
Identyfikacja gwiazd towarzyszących jako białe karły została potwierdzona optycznie przez dane Sloan Digital Sky Survey i obserwacje w ultrafiolecie z satelity GALEX. Wyznaczona na podstawie fotometrii odległość układu od Ziemi wynosi 1300±90 pc.